# Patricia Lyfoung
Patricia Lyfoung   (Villeneuve-la-Garenne, 18 de desembre de 1977 - Fontenay-sous-Bois, 15 de gener de 2025) va ser una dibuixant de còmic francesa coneguda per la seva sèrie La Rose écarlate. Més d'un milió de còpies de la seva obra es van vendre a França durant la seva vida.

## Biografia
Patricia Lyfoung va néixer el 18 de desembre de 1977 a Villeneuve-la-Garenne, França, en una família Hmong. Es va interessar pel dibuix de jove i es va traslladar a París, estudiant art a l' École Estienne i a Gobelins, l'École de l'image.
L'any 2001, va començar a treballar per a l'estudi francès Marathon Animation, col·laborant en els guions per a Martin Mystery i Totally Spies!. També va treballar com a il·lustradora per a clients comercials i editorials.
El 2005, s'havia centrat en els còmics, i va publicar el primer llibre de la seva sèrie per a joves La Rose écarlate with a  l'editoria Delcourt. Es va inspirar en l'estètica i el vestuari de la sèrie d'anime, La rosa de Versalles. Les seves altres inspiracions inclouen els artistes japonesos Rumiko Takahashi i Mitsuru Adachi, així com els creadors de còmics europeus Enrico Marini, Bernard Hislaire i Jean-Pierre Gibrat. Es va fer coneguda per la seva barreja d'influències japoneses i europees.
La sèrie va ser un èxit, i va produir més d'una dotzena de números més una sèrie derivada, La Rose écarlate – Missions, amb la seva companya de còmics francesa Jenny Rakotomamonjy. La Rose écarlate també ha estat traduïda a l'anglès i publicada per l'editorial nord-americana PaperCutz amb el nom de The Scarlet Rose.
Lyfoung va començar una altra sèrie, Un prince à croquer, el 2012. El seu projecte posterior, llançat el 2018, va ser Les Mythics, un còmic infantil produït en col·laboració amb el seu marit, el seu company de còmic Philippe Ogaki, i Patrick Sobral.
Els gairebé 60 títols de Lyfoung van vendre més d'un milió de còpies a França durant la seva vida. Va morir el 15 de gener de 2025, a l'edat de 47 anys.

## Obres seleccionades
- La Rose ecarlate (18 llibres)
- La Rose écarlate – Missions (9 llibres)
- Un prince à croquer (4 llibres)
- Les Mythics (22 números)